# Odo van Maelcote
Odo van Maelcote, también conocido como Malcotius, (Bruselas 28 de julio de 1572 - Roma, 14 de mayo de 1615) fue un sacerdote jesuita, científico y matemático de los Países Bajos Españoles (actualmente Bélgica ).

## Biografía
Odo van Maelcote, señor de Kessel, era el hijo mayor de Johannes Van Maelcote, doctor en derecho civil y canónico en la Universidad Católica de Lovaina, primer consejero y vicecanciller en la cancillería de Brabante y su esposa Marie de Viron. Ingresó al noviciado con los jesuitas en Tournai el 12 de febrero de 1590 y estudió en la Universidad de Douai.
En 1607 publicó en Bruselas un pequeño tratado sobre el astrolabio equinoccial que había diseñado y fabricado, que involucraba dos hemisferios unidos. El dispositivo fue útil para empresas misioneras en todo el mundo, ya que podía usarse tanto en latitudes del norte como del sur. Esto dio a conocer su nombre entre los científicos, y cuando regaló un astrolabio a Cristóbal Clavius en Roma, éste respondió invitándolo a Roma para enseñar matemáticas y hebreo en el Colegio Romano en 1608, donde pronto se convirtió en ayudante de Christoph Grienberger.
En 1610, el cardenal Roberto Belarmino pidió a cuatro jesuitas, Grienberger, Clavius, Paolo Lembo y Maelcote, su opinión sobre los nuevos fenómenos descubiertos por Galileo utilizando su telescopio y descritos en su obra Sidereus nuncius. Hablando en nombre de sus colegas, Maelcote informó que estaban de acuerdo con la mayoría de los hallazgos de Galileo, aunque no estaban seguros de que Saturno constara de tres cuerpos como dijo Galileo (el hecho de que Saturno tenía anillos no era evidente desde los primeros telescopios); más bien, parecía tener forma elíptica. Maelcote también informó que Clavius no creía que la luna tuviera montañas y cráteres como aparecían a través del telescopio; su superficie era lisa, y la distribución irregular de alguna sustancia dentro de la luna simplemente creaba la ilusión de una superficie irregular.
Galileo fue invitado a un banquete en el Colegio Romano, el 18 de mayo de 1611, durante el cual Maelcote pronunció un largo elogio formal, alabando el trabajo de Galileo. Sin embargo, fueron llamados al orden por el Superior General de los jesuitas, Claudio Acquaviva, y obligados a defender la visión aristotélica tradicional del universo, que los descubrimientos de Galileo anulaban.
En 1611 Van Maelcote estaba de vuelta en Bruselas, y de 1612 a 1614 comenzó una correspondencia con Kepler, pidiéndole en particular su opinión sobre las manchas solares, tras la publicación de observaciones y comentarios tanto de Christoph Scheiner como de Galileo. Kepler coincidía con Maelcote y Galileo en que las manchas solares no debían comportarse como satélites.
Regresó a Roma, donde trabajó en el observatorio del Colegio Romano hasta su muerte. Entre sus alumnos estaba Orazio Grassi .

## Obra
Astrolabiorum, seu utriusque Planisphaerii universalis et particularis usus, per modum compendii traditus a Valeriano Regnartio.